# Playa Hermosa
Playa Hermosa és un balneari del sud-est de l'Uruguai, ubicat al departament de Maldonado. Es troba sobre la costa del Riu de la Plata, sobre la ruta 10, 4,5 quilòmetres al nord-oest de Piriápolis. Limita amb el balneari de Playa Verde al nord-oest i amb Playa Grande al sud-est.

## Població
Segons les dades del cens de 2004, Playa Hermosa tenia una població aproximada de 382 habitants i un total de 1.101 habitatges.
| Any  | Població |
| ---- | -------- |
| 1963 | 77       |
| 1975 | 121      |
| 1985 | 155      |
| 1996 | 302      |
| 2004 | 382      |
| 2011 | 611      |